# Cacoplecus heterotarsus
Cacoplecus heterotarsus är en tvåvingeart som beskrevs av Jean-Jacques Kieffer 1913. Cacoplecus heterotarsus ingår i släktet Cacoplecus och familjen gallmyggor.
Artens utbredningsområde är Kenya. Inga underarter finns listade i Catalogue of Life.